# Эластика
Хе́лен Парр (англ. Helen Parr; урождённая Труакс), также известная как Эл́астика (англ. Elastigirl) — супергероиня из франшизы «Суперсемейка», обладающая сверхчеловеческой эластичностью, которая даёт ей возможность растягивать любую часть своего тела до немалых размеров. Озвучена Холли Хантер.

## Разработка

### Создание и кастинг
Режиссёр и сценарист «Суперсемейки» Брэд Бёрд задумывал Хелен как современную маму, которой «приходится каждый день растягиваться сотнями разных способов». Эластику озвучивает американская актриса Холли Хантер. Бёрд считал Хантер «одной из лучших актрис в мире», способной сыграть «чувствительного» персонажа, у которого также есть «очень крепкий центр». Холли Хантер, которая никогда раньше не озвучивала мультперсонажей, увидела в этой роли прекрасную возможность расширить свой репертуар. Мультфильм также привлёк её уникальной и «нетрадиционной историей о семье и динамике человека».

### Характеристика
По словам Холли Хантер, у Эластики «тотальное бесстрашие», но также «очень сильный защитный инстинкт», когда дело касается её детей, и «врождённое желание спасать других». Что касается выбора поставить ту же Хантер на роль Эластики в мультфильме «Суперсемейки 2», Брэд Бёрд настаивал на том, чтобы он не был связан с движением #MeToo и был естественен.

### Анимация
«Суперсемейка» был первым фильмом студии Pixar, где люди являются главными героями, который создал серьёзные проблемы для технической команды. Мышечные движения Эластики было непросто создать, поскольку персонаж должен уметь растягиваться, сгибаться и складываться в различные формы. Супервайзер персонажей Билл Уайз заявил, что работа над Хелен, вероятно, была самой сложной работой, которую Pixar когда-либо делала на тот момент: Была написана специальная программа, чтобы она по мере необходимости могла крутиться и поворачиваться.
В «Суперсемейке 2» все персонажи, включая Хелен, были перестроены с использованием нового набора инструментов, так как первоначальная система анимации к тому времени уже устарела. Расширенная роль Эластики в сиквеле означала дополнительную работу, но также и новые возможности для аниматоров. Для анимации персонажа в качестве вдохновения использовались щупальца осьминога Хэнка из мультфильма «В поисках Дори» для того, чтобы персонаж делала «намного больше того, что она делала в первом фильме».

## Силы и способности
Основная сверхспособность персонажа — эластичность, которая позволяет ей растягивать различные части тела до самых разных размеров. Эта способность может распространяться и на изменение формы, поскольку она может использовать эластичность, чтобы изменить свою форму и плотность, например, когда она превратилась в лодку и парашют. Эластика может достичь сверхчеловеческого уровня силы, стойкости и ловкости, используя свои способности эластичности. Её единственной слабостью является очень холодный воздух. В «Суперсемейке 2» злодейка Эвелин говорит попавшей к ней в плен Эластике, чтобы та не пыталась растягиваться, иначе её кости «треснут». В дополнение к своим способностям Эластика умеет водить мотоцикл, управлять самолётом, быть оперативником, следователем и тактиком, а также мастерски вести рукопашный бой.
Чтобы определить сверхспособности семьи Парр, Брэд Бёрд черпал вдохновение у «типичных» членов нуклеарной семьи. Способности Хелен отражают ожидания общества от матери, которая, по словам Бёрда, «всегда жонглирует миллионом вещей и бросается в миллион направлений».

## Появления
В «Суперсемейке» (2004) Хелен показана как Эластика во времена, когда супергерои ещё не были запрещены. Она вышла замуж за Боба Парра (Мистера Исключительного). У пары родились трое детей: Фиалка, Шастик и Джек-Джек. Эластика бросает свою работу супергероини, чтобы стать домохозяйкой, в то время как её муж работает в страховой компании. Когда Боб начинает что-то скрывать от Эластики, она подозревает роман и противостоит ему. Позже, когда она обнаруживает, что её муж в беде, она в сопровождении Фиалки и Шастика управляет самолётом, чтобы добраться до Боба и спасти его.
В «Суперсемейке 2» (2018) основной сюжет мультфильма состоит в том, что Хелен Парр становится лицом кампании, направленной на то, чтобы снова сделать супергероев легальными, обеспечив им хорошие связи с общественностью посредством успешных миссий, которые не наносят побочного ущерба городу. Хотя в конечном итоге она становится жертвой злодейки Эвелин, затем её спасают её же дети, и Хелен наконец узнаёт о первой из 17 сверхчеловеческих способностей Джека-Джека. После этого в самолёте последовала борьба между Эластикой и Эвелин, которая закончилась унизительным поражением и почти смертью Эвелин.

## Озвучивание
Оригинальная озвучка
- Холли Хантер («Суперсемейка», «Суперсемейка 2», Disney Infinity[англ.])
- Элизабет Дейли (The Incredibles)
- Элли Джонсон (Lego The Incredibles)

### Дубляж
Немецкий дубляж
- Катрин Фрёлих («Суперсемейка», «Суперсемейка 2»)[12]

Испанский дубляж
- Консуэло Дуваль («Суперсемейка», «Суперсемейка 2»)[13]

Итальянский дубляж
- Лаура Моранте («Суперсемейка»)[14]
- Джо Джо Рапаттони («Суперсемейка 2»)[14]

Русский дубляж
- Александра Сыдорук («Суперсемейка»)[15][неавторитетный источник]
- Татьяна Шитова («Суперсемейка 2»)[16]

## Оценки
Журнал Rolling Stone поставил Хелен на 14-е место в рейтинге «Лучших персонажей фильмов Pixar». Издание 0Syfy Wire похвалило сиквел за то, что Эластика стала «офигенной мамой».
После выхода «Суперсемейки 2» возникли споры о восприятии Эластики и о том, как оно изменилось с момента выхода первого фильма. Сотни поклонников в социальных сетях выразили своё восхищение «толстым» (англ. thicc) телом Хелен, — сленговым термином, обозначающим большие ягодицы в сочетании с пышной талией — в то время как The New Yorker сравнил персонажа с Анастейшей Стил из «Пятидесяти оттенков серого».
Веб-сайт IndieWire оценил работу Холли Хантер в роли Эластики, поставив её на третье место среди лучших ролей в мультфильмах Pixar и отметив её «головокружительный диапазон», который «простирается от сексуальной супергероини до измученной, безрассудной мамы, в жену, раздавленную кажущейся неверностью, в надирательницу задниц за копейки».